# Флаг Квебека

Carillon

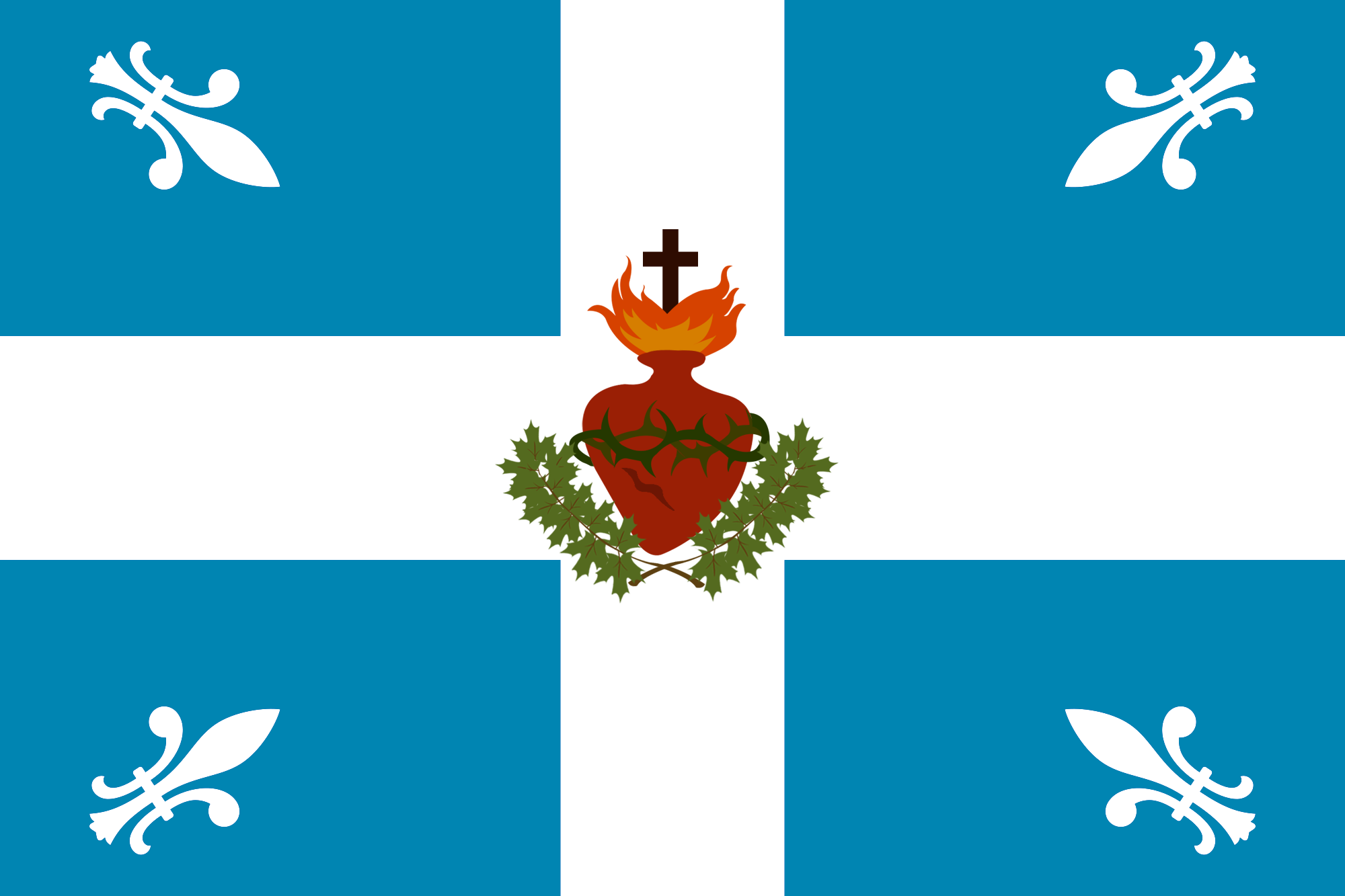
Carillon-Sacré-Cœur

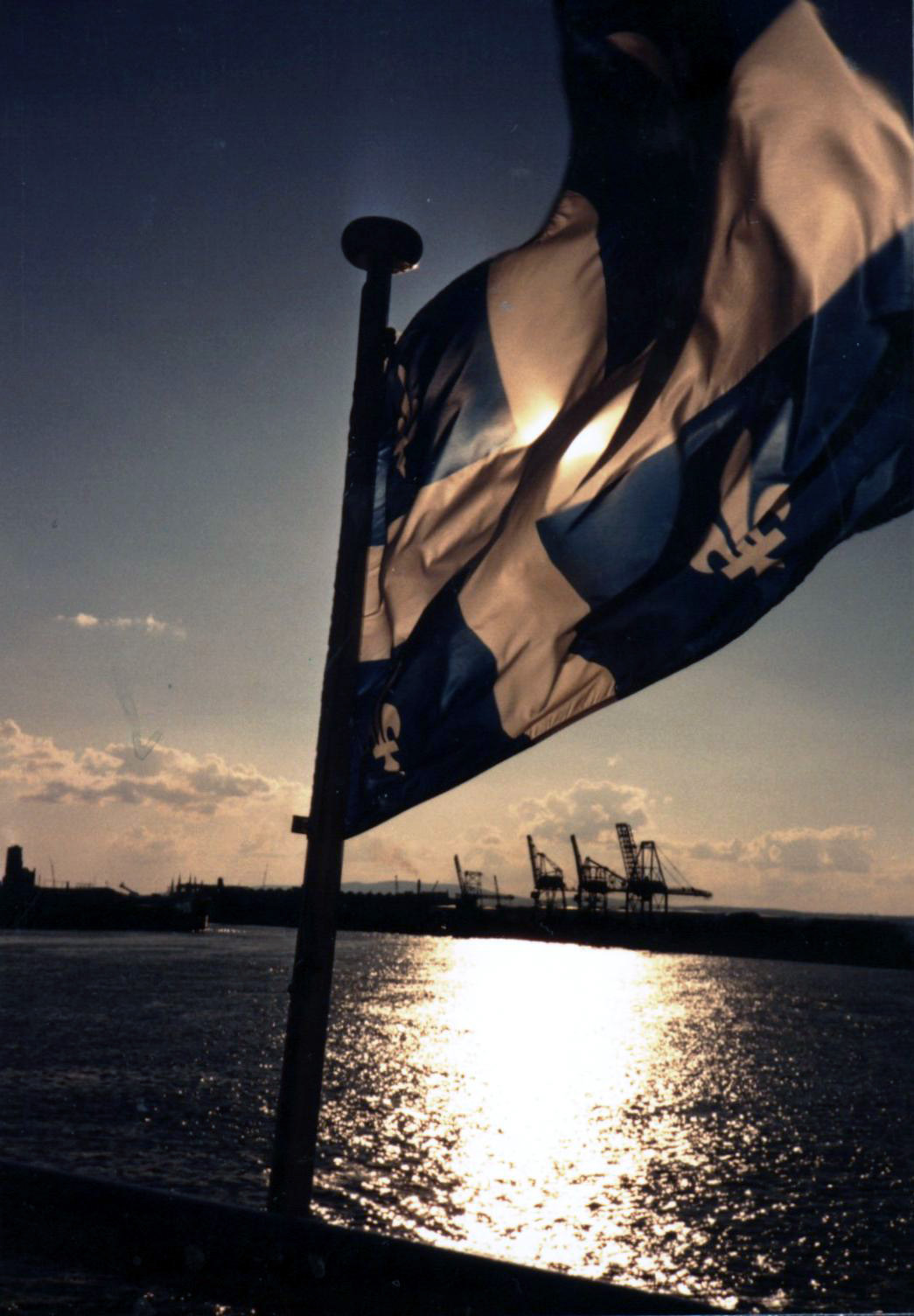
Флаг Квебека развевается на ветру

Флаг Квебе́ка (фр. Drapeau du Québec) является одним из символов канадской провинции Квебек.
Флаг Квебека (известный под неофициальным названием фр. Fleurdelisé) был принят 21 января 1948 года, при администрации Мориса Дюплесси. Представляет собой синее прямоугольное полотнище с белым прямым крестом. В каждом синем прямоугольнике изображена королевская геральдическая лилия (флёр-де-лис). Отношение ширины флага к его длине — 2:3.
Предшественниками современного флага были флаги Carillon и Carillon-Sacré-Cœur, на которых также было изображение Флёр-де-лис, и которые использовались начиная с парада 24 июня 1848 года. Флаг с белым прямым крестом на синем или красном полотнище использовался в качестве кормового флага на французских судах во время первоначального освоения современной Канады (синее полотнище было выбрано для того, чтобы флаг больше отличался от непопулярного в Квебеке красного торгового флага Великобритании). Флёр-де-лис и крест подчёркивают происхождение жителей провинции и роль Франции в освоении Канады. Геральдическая лилия считается символом чистоты. Синий фон — символ рая.
Северо-Американская вексиллологическая ассоциация (NAVA) в исследовании 2001 года признала флаг Квебека лучшим по дизайну среди провинций Канады.
21 января празднуется День флага Квебека.